# Bătălia de la Mosul (1107)
Bătălia de la Mosul a fost o bătălie în care Kilij Arslan I sultanul Sultanatului selgiuc de Rum a cucerit Mosul în 1107.